# Stefanów (condado de Garwolin)
Stefanów es un pueblo de Polonia, en Mazovia. Se encuentra en el distrito (Gmina) de Żelechów, perteneciente al condado (Powiat) de Garwolin. Se encuentra aproximadamente a 6 km al oeste de Żelechów, 19 km al sureste de Garwolin, y a 75 km al sureste de Varsovia. Su población es de 504 habitantes.
Entre 1975 y 1998 perteneció al voivodato de Siedlce.